# 浦西特区
浦西特区（1933年春—1935年）是中华苏维埃共和国闽赣省的一个县级行政区。
1933年夏，浦西特区苏维埃政府在浦城县坑口成立，管辖浦城县西部地区。黄清汉为主席。1935年，浦西特区撤销。